# Selección masculina de pádel de Argentina
La selección masculina de pádel de Argentina es el equipo representativo de pádel de Argentina. Su organización está a cargo de la Asociación Pádel Argentino (APA) para las competiciones avaladas por la Federación Internacional de Pádel. Es el seleccionado más exitoso del pádel masculino, habiendo ganado doce Campeonatos Mundiales, en las ediciones de 1992, 1994, 1996, 2000, 2002, 2004, 2006, 2012, 2014, 2016, 2022 y 2024.

## Participaciones

### Campeonato Mundial de Pádel
| 1992 | Madrid/Sevilla    | Campeón    | 1.° |
| 1994 | Mendoza           | Campeón    | 1.° |
| 1996 | Madrid            | Campeón    | 1.° |
| 1998 | Mar del Plata     | Subcampeón | 2.° |
| 2000 | Toulouse          | Campeón    | 1.° |
| 2002 | Ciudad de México  | Campeón    | 1.` |
| 2004 | Buenos Aires      | Campeón    | 1.° |
| 2006 | Murcia            | Campeón    | 1.° |
| 2008 | Calgary           | Subcampeón | 2.° |
| 2010 | Cancún            | Subcampeón | 2.° |
| 2012 | Cancún            | Campeón    | 1.° |
| 2014 | Palma de Mallorca | Campeón    | 1.° |
| 2016 | Cascais           | Campeón    | 1.° |
| 2021 | Doha              | Subcampeón | 2.° |
| 2022 | Dubái             | Campeón    | 1.° |
| 2024 | Doha              | Campeón    | 1.° |

## Jugadores

### Última convocatoria
Jugadores que integrarán el plantel en el Campeonato Mundial de Pádel de Asunción 2018.
| Argentina                 |         |
| Jugador                   | Edad    |
| Maxi Sánchez              | 31 años |
| Sanyo Gutiérrez           | 34 años |
| Franco Stupaczuk          | 22 años |
| Miguel Lamperti           | 39 años |
| Cristián Gutiérrez Albizu | 40 años |
| Juan Cruz Belluati        | 25 años |
| Luciano Capra             | 25 años |
| Ramiro Moyano             | 29 años |
| Referencia(s):            |         |